# Бажан (ім'я)
Бажа́н (варіанти ― Бажен і Бажай (поширеніші в Білорусі та Росії), Бажко, Баженко, Бажук) ― східнослов'янське, допетрівське (кінець XVI сторіччя) давньоруське чоловіче особисте ім'я. Походить від дієслова «бажати». Від нього утворені прізвища Баженов, Бажанов, Баженко, Бажутін, а також жіноча форма Бажена. Очевидно, ім'я давали немовляті, народження якого дуже сильно бажали; як і імена зразка Жаданъ, Жьданъ, Желанъ, Коханъ, Проданъ, Хотѣнъ, Чеканъ.
Ім'я не зафіксовано в берестяних грамотах (XI―XV сторіччя) Ладоги, Новгорода, Пскова, Рюрикова городища та інших.
Найдавніші українські записи імені Бажан та споріднених походять із Холмщини ХV сторіччя. Найвищої популярності ім'я в Україні досягло в XVII сторіччі. Серед козаків війська запорізького, наприклад, було 10 осіб з іменем Бажан: Бажанъ Дѣченко, Бажан Нагурненко ― Чигиринський полк, Бажанъ Бут  ― Полтавський полк (РВЗ 415), Бажань Пѣгулєнко, Бажан Зубъчєнко, Бажанъ Муковѣенъко ― Корсунський полк та Бажанъ Огнянєнко ― Брацлавський полк.
Також це ім'я могло з'явитися на основі причастя «бажен», утвореного від дієслова «бажити», зафіксованого у вологодських, пермських, новгородських, нижегородських та інших говірках у значенні «бажати, сильно і примхливо просити, жадати». 